# Daniel Hoelgaard
Daniel Hoelgaard (Stavanger, 1 de julio de 1993) es un ciclista noruego que fue profesional entre 2012 y 2021. Su hermano menor Markus también es ciclista profesional.

## Palmarés
2012
- Kernen Omloop Echt-Susteren

2014
- 1 etapa del Tour de Bretaña
- 1 etapa del Ronde de l'Oise
- 2 etapas de la Vuelta a Bohemia Meridional

2015
- 1 etapa del Tour de Normandía
- 1 etapa del Tour de Bretaña

## Resultados en Grandes Vueltas y Campeonatos del Mundo
| Carrera         | Carrera         | 2012 | 2013 | 2014 | 2015 | 2016 | 2017  | 2018 | 2019 | 2020 | 2021 |
| --------------- | --------------- | ---- | ---- | ---- | ---- | ---- | ----- | ---- | ---- | ---- | ---- |
|                 | Giro de Italia  | —    | —    | —    | —    | —    | —     | —    | —    | —    | —    |
|                 | Tour de Francia | —    | —    | —    | —    | —    | —     | —    | —    | —    | —    |
|                 | Vuelta a España | —    | —    | —    | —    | —    | 125.º | —    | —    | —    | —    |
| Mundial en Ruta | Mundial en Ruta | —    | —    | —    | —    | Ab.  | 125.º | —    | —    | —    | —    |

—: no participa

Ab.: abandono